# Manuel do Nascimento Abreu
Manuel do Nascimento Abreu (Maranhão,  – Paraná, ) foi um político brasileiro

## Biografia
O capitão Manuel Abreu nasceu no interior do Maranhão, sendo seus progenitores João Antonio de Abreu e d. Rosa Helena do Nascimento Abreu.
Em terras paranaenses casou-se com Presciliana da Costa Lisboa. Fazia parte da maçonaria curitibana e com o seu prestígio local, tornou-se deputado provincial do Paraná em 1870 para o biênio 70/71.